# Молино Преале (Верчели)
Молино Преале је насеље у Италији у округу Верчели, региону Пијемонт.
Према процени из 2011. у насељу је живело 20 становника. Насеље се налази на надморској висини од 113 м.